# Being Human : La Confrérie de l'étrange
Pour les articles homonymes, voir Being Human.
Ne doit pas être confondu avec Being Human, le remake américano-canadien
Being Human : La Confrérie de l'étrange – ou Vampires et Cie puis La Confrérie de l'étrange au Québec – (Being Human) est une série télévisée fantastique britannique en 36 épisodes de 52 minutes, créée par Toby Whithouse et diffusée du 18 février 2008 au 10 mars 2013 sur BBC Three.
En France, la série est diffusée depuis le 7 novembre 2009 sur OCS Novo, depuis le 15 septembre 2010 sur France 4 ainsi que depuis le 7 avril 2013 sur MCM et au Québec, la première saison à partir du 8 avril 2010 à la Télévision de Radio-Canada, puis dès la deuxième saison à partir du 7 février 2011 sur Ztélé.
Comme d'autres séries britanniques, elle a fait l'objet d'un remake aux États-Unis en collaboration avec le Canada, diffusée depuis le 17 janvier 2011 sous le titre Being Human.

## Synopsis
L'histoire suit trois colocataires dans la trentaine qui tentent de vivre une vie normale bien qu'ils aient chacun quelque chose de particulier : il y a George qui est un loup-garou, John un vampire et Annie un fantôme.

## Fiche technique
- Titre original : Being Human
- Titre français : Being Human : La Confrérie de l’étrange
- Titre québécois : Vampires et Cie (saison 1) ; La Confrérie de l'étrange (saison 2)
- Réalisation : Colin Teague (en), Toby Haynes (en), Alex Pillai, Charles Martin, Kenneth Glenaan, Philip John (en) et Daniel O'Hara
- Scénario : Toby Whithouse (créateur), Brian Dooley (en), Jamie Mathieson et Lisa McGee
- Direction artistique : Bill Brown[Lequel ?] et Dawn White
- Décors : Andrew Purcell
- Costumes : Stewart Meachem et Maggie Chappelhow
- Photographie : Nic Norris
- Montage : Paul Endacott, Mike Hopkins, Philip Hookway, James Hughes et Annie Kocur
- Musique : Richard Wells (en)
- Production : Matthew Bouch et Philip Trethowan ; Rob Pursey, Toby Whithouse, Debbi Slater, Cheryl Davies et Alison Law (exécutifs)
- Société de production : Touchpaper Television
- Sociétés de distribution : 
  - Royaume-Uni : British Broadcasting Corporation (télévision) ; 2 Entertain Video (en) (DVD)
  - France : OCS (diffusion payante) ; France Télévisions (diffusion gratuite)
- Pays d'origine :  Royaume-Uni
- Langue originale : anglais
- Format : couleur - 35 mm - 1,78:1 - son Dolby Digital
- Genre : fantastique
- Durée : 52 minutes
- Dates de première diffusion : Royaume-Uni : 18 février 2008 ; France : 7 novembre 2009
- Classification : 
  - Royaume-Uni : Interdit aux moins de 15 ans (DVD)[5]
  - États-Unis : TV-14[5]
  - France : Déconseillé aux  ans[6] ou  ans[7]

 Sauf indication contraire, les informations mentionnées dans cette section peuvent être confirmées par la base de données cinématographiques IMDb,  présente dans la section « Liens externes ». (sauf précisions)

## Distribution

### Acteurs principaux
- Lenora Crichlow (VF : Agnès Manoury) : Annie Clare Sawyer, une fantôme (saisons 1 à 4)
- Russell Tovey (VF : Jean-Marco Montalto) : George Sands, un loup-garou (saisons 1 à 4)
- Aidan Turner (VF : Frédéric Popovic) : John Mitchell, un vampire (saisons 1 à 3)
- Sinead Keenan (VF : Isabelle Volpe) : Nina Pickering, une louve-garou (principale saison 3, récurrente saisons 1 et 2)
- Michael Socha (VF : Stéphane Pouplard) : Thomas « Tom » MacNair, un jeune loup-garou (principal saisons 4 et 5, récurrent saison 3)
- Damien Molony (VF : Mathias Casartelli) : Hal York, un vampire (saisons 4 et 5)
- Kate Bracken (VF : Hélène Bizot) : Alex Millar, une fantôme (principale saison 5, récurrente saison 4)
- Steven Robertson (en) (VF : Loïc Houdré) : Dominic Rook (principal saison 5, récurrent saison 4)

### Acteurs récurrents
- Jason Watkins (VF : Philippe Sollier) : William Herrick (saisons 1 et 3)
- Annabel Scholey (VF : Marie Chevalot) : Lauren (saison 1)
- Gregg Chillin (VF : Charles Borg) : Owen (saison 1)
- Dylan Brown (VF : Nicolas Beaucaire) : Seth (saison 1)
- Sama Goldie (VF : Marie Chevalot) : Janey (saison 1)
- Clare Higgins (VF : Nathalie Homs) : Josie Hunter (saison 1)
- Mykola Allen : Bernie (saison 1)
- Dean Lennox Kelly (en) (VF : Emmanuel Gradi) : Lee Tully (saison 1)
- Alex Price : Gilbert (saison 1)
- Rebecca Cooper : fille de la cantine (saison 1) / Cara (saison 3)
- Paul Rhys (VF : Jérôme Keen) : Ivan (saison 2)
- Amy Manson : Daisy (saison 2)
- Alex Lanipekun (en) : Saul (saison 2)
- Nathan Wright (en) (VF : Fabien Briche) : Hugh (saison 2)
- Bryan Dick (en) : Sykes (saison 2)
- Mark Fleischmann (en) : Lloyd Pinky (saison 2)
- Donald Sumpter : Kemp (saison 2)
- Lyndsey Marshal (VF : Marie Gamory) : professeur Lucy Jaggat (saison 2)
- Simon Paisley Day (en) : Alan Cortez (saison 2)
- Lucy Gaskell : Sam (saison 2)
- Adrian Schiller (VF : Fabien Jacquelin) : Hennessey (saison 2)
- Lacey Turner (VF : Marie Diot) : Lia Shaman (saison 3)
- Robson Green : MacNair (saison 3)
- Mark Lewis Jones (VF : Antoine Tomé) : Richard Headgraves (saison 3)
- Alexandra Roach : Sasha (saison 3)
- Tony Maudsley : Graham (saison 3)
- Lee Ingleby (VF : Philippe Siboulet) : Edgar Wyndam (saison 3)
- Craig Roberts (VF : Juan Llorca) : Adam (saisons 3 et 4)
- Andrew Gower (VF : Yannick Blivet) : Nick Cutler (saison 4)
- Mark Williams (VF : Patrice Dozier) : Regis (saison 4)
- Phil Davis : le capitaine Hatch / Satan (saison 5)
- Colin Hoult (en) (VF : Jérôme Keen) : Ian « Crabe » Crumb (saison 5)
- Toby Whithouse : Alistair Frith (saison 5)

- Version française
  - Société de doublage : MFP[8],[9]
  - Direction artistique : Viviane Ludwig[8]
  - Adaptation des dialogues : Vanessa Bertrand[8]

 Source et légende : version française (VF) sur RS Doublage et Doublage Séries Database

## Production

### Développement
Le 7 février 2013, la BBC annonce que la cinquième saison sera la dernière, en raison de la chute des audiences.

### Casting
L'acteur Aidan Turner, interprétant Mitchell le vampire, a quitté la série à la fin de la troisième saison et est remplacé par l'acteur Damien Molony.
Le 12 novembre 2011, l'acteur Russell Tovey, interprétant George Sands le loup-garou, a annoncé son départ de la série au début de la quatrième saison. À la suite de ce départ, Toby Whithouse a annoncé l'acteur Michael Socha (interprétant Thomas « Tom » MacNair, un jeune loup-garou) comme remplaçant de George (Russell Tovey). Il a aussi confirmé le départ simultané de l'actrice Sinead Keenan, interprétant Nina, la petite amie de George.
Le 26 mars 2012, l'actrice Lenora Crichlow qui interprète Anna « Annie » Clare Sawyer le fantôme, a aussi annoncé son départ de la série.

### Tournage
Le tournage de la série s'effectue à Clifton, à Redcliffe Caves et à Totterdown près de Bristol (Angleterre), ainsi qu'à Newport au pays de Galles.

## Épisodes

### Pilote hors-saison (2008)
Un épisode pilote a été tourné fin 2007 et diffusé le 18 février 2008 sur BBC Three, avant le lancement de la série. Son succès a permis de décrocher une première saison, pour laquelle la plupart des acteurs ont été changés par rapport à ce pilote.

### Première saison (2009)
Résumé
La saison débute par une nuit de pleine lune, alors que George se retrouve nu dans les bois, pendant que Mitchell l'attend patiemment dans une voiture avec des vêtements de rechange. Les deux amis décident d'emménager dans une vieille maison d'une rue tranquille de Bristol. Le loyer n'est pas cher et le propriétaire pas spécialement regardant sur l'identité de ses nouveaux locataires, ayant juste hâte de relouer la maison. Et pour cause, celle-ci se trouve déjà « habitée » par une charmante jeune femme, qui n'est autre que l'ex-copine du propriétaire, morte quelques mois auparavant au pied de l'escalier. George et Mitchell vont devoir cohabiter avec Annie, le sympathique fantôme, trop heureuse d'avoir de la compagnie et enfin deux êtres pas tout à fait humains qui puissent la voir.
1. L'Appel du sang (Flotsam and Jetsam)
2. L'Apprentissage de George (Tully)
3. Pour le meilleur et pour la mort (Ghost Town)
4. Retour au bercail (Another Fine Mess)
5. La Révolution en marche (Where the Wild Things Are)
6. L'Ultime Combat (Bad Moon Rising)

### Deuxième saison (2010)
Résumé
À la suite des péripéties de la première saison, c'est une nouvelle ère qui s'ouvre aux 3 protagonistes. Annie va tout faire pour aller de l'avant dans sa nouvelle condition de fantôme et tenter de vivre une vie proche de la normalité. George quant à lui, désormais plus ouvert sur sa condition de loup-garou va tenter de concilier sa condition avec l'amour qu'il éprouve pour Nina. Quant à Mitchell, complètement sevré du sang, il va devoir faire face à un ordre vampire déboussolé car désormais sans chef et de plus en plus agressif. Malheureusement les choses vont lentement déraper pour chacun des trois colocataires et cela sans même compter l'intervention du mystérieux professeur Jaggat.
1. La malédiction continue (Cure and Contagion)
2. Disparitions mystérieuses (Serve God, Love Me and Mend)
3. Nouveau roi des vampires (Long Live the King)
4. Chassez le surnaturel (Educating Creature)
5. L’Exécuteur (The Looking Glass)
6. Esprit, es-tu là ? (In the Morning)
7. Le Remède du mal (Dammage)
8. Les portes se referment (All God's Children)

### Troisième saison (2011)
Résumé
Après les tragiques événements de la deuxième saison, George, Nina et Mitchell déménagent à Barry, au pays de Galles. Nina et George sont enfin réunis et peuvent vivre leur amour réciproque tout en découvrant aux fils de leurs péripéties de nouvelles facettes du monde des loup-garous et des vampires. Mitchell quant à lui, fort des sentiments qu'il éprouve pour Annie va tout faire pour la sauver du purgatoire, et va devoir affronter les conséquences du massacre des vingt personnes dans le Box Tunnel.
1. Les Couloirs du purgatoire (Lia)
2. Une famille d'accueil (Adam's Family)
3. La Quatrième Espèce (Type 4)
4. La Meute (The Pack)
5. L'Oncle Billy (The Longest Day)
6. Un fantôme de trop (Daddy Ghoul)
7. Rien ne va plus (Though the Heavens Fall)
8. Au commencement était la fin (The Wolf-Shaped Bullet)

À partir de la troisième saison qui a été diffusée dès le 23 janvier 2011, BBC Three a décidé d'intégrer de véritables titres aux épisodes ainsi que rétroactivement aux deux premières saisons.

### Quatrième saison (2012)
Le 13 mars 2011, la chaîne anglaise a renouvelé la série pour une quatrième saison de huit épisodes diffusée du 5 février 2012 au 25 mars 2012 sur la BBC.
1. Ève, l'élue qui sauvera le monde (Eve of the War)
2. 1955 (Being Human 1955)
3. Service de nuit (The Graveyard Shift)
4. SOS fantôme (A Spectre Calls)
5. À la une (Hold the Front Page)
6. Amours chiennes (Puppy Love)
7. Écrire l'histoire (Making History)
8. L'Enfant de la guerre (The War Child)

### Cinquième saison (2013)
Le 26 mars 2012, la série a été renouvelée pour une cinquième et dernière saison de six épisodes diffusée depuis le 3 février 2013 sur la BBC.
1. La Trinité des sangs (The Trinity)
2. L'Employé du mois (Sticks and Rope)
3. Le Gâteau du succès (Pie and Prejudice)
4. Coup de poker (The Greater Good)
5. Amour et Trahison (No Care, All Responsability)
6. Apocalypse ! (The Last Broadcast)

## Commentaires
Au vu du succès de la première saison de la série sur BBC Three, les chaînes de télévision Space (Canada) et Syfy (États-Unis) ont décidé de créer un remake du même titre, diffusée depuis le 17 janvier 2011.